# Роб Ділейні
Роб Ділейні (англ. Rob Delaney; нар. 19 січня 1977, Бостон, Массачусетс, США) — американський комік, актор, письменник й активіст. Знаний за роллю Роба Норріса в ситкомі «Катастрофа» (2015—2019), також зіграв Пітера Віздома у фільмах про супергероїв «Дедпул 2» (2018) і «Дедпул і Росомаха» (2024).
Знімався у фільмах «Форсаж: Гоббс та Шоу» (2019), «Сенсація» (2019), «Том і Джеррі» (2021), «Сам удома» (2021), «Школа добра і зла» (2022), «Місія неможлива: Розплата. Частина перша» (2023) і «Кохання з першого погляду» (2023).

## Ранні роки
Народився в Бостоні, штат Массачусетс, 19 січня 1977 року в сім'ї Ненсі та Роберта Ділейні. Виріс у Марблгеді, штат Массачусетс. Має ірландське походження. Навчався в Школі мистецтв Тіша при Нью-Йоркському університеті та 1999 року закінчив її зі спеціалізацією музичний театр.

## Кар'єра

### Твіттер
Привернув увагу громадськості через твіттер, де Ділейні почав публікувати дописи у 2009 році. До 2016 року він мав понад 1,2 мільйона підписників. У той час коміки не ділилися своїми матеріалами в соціальних мережах, він один із перших використав соціальні мережі для публікації жартів. Назвав ірландського комедійного сценариста Грема Лінегана причиною зростання популярності після його відповідей на твіти Ділейні. 2010 року журнал «Paste» назвав Ділейні одним із 10 найвеселіших людей у твіттері. У травні 2012 року став першим коміком, який отримав нагороду «Найсмішніша людина у твіттері» на «The Comedy Awards».

### Автор
Писав статті для «Vice» і «Ґардіан». Його книга «Rob Delaney: Mother. Wife. Sister. Human. Warrior. Falcon. Yardstick. Turban. Cabbage.» вийшла друком у Spiegel&Grau у листопаді 2013 року. Його мемуари «A Heart That Works» про втрату його півторарічного сина Генрі від раку мозку випустило Spiegel&Grau 2022 року.

### Актор

#### Телебачення

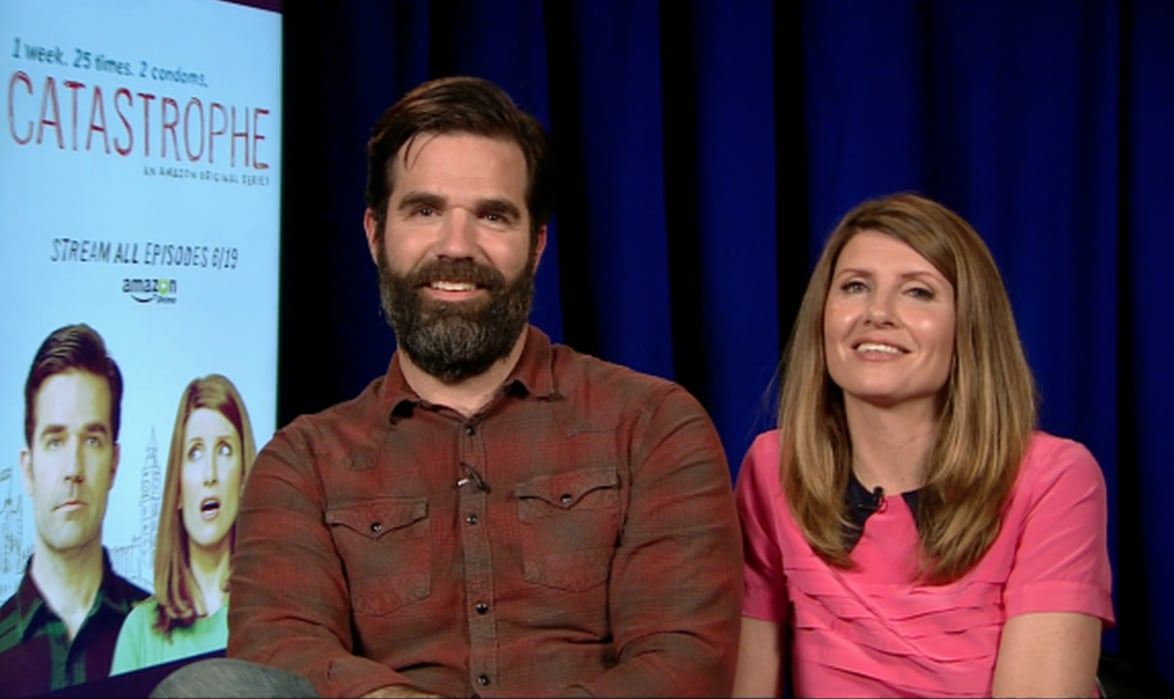
Ділейні та Шерон Горган в інтерв'ю 2015 року про «Катастрофу»

У грудні 2011 року Comedy Central оголосив, що Ділейні зніме пілотний ролик розважального шоу. Однак проєкт так і не стартував. Натомість Ділейні зайнявся серіалом «Катастрофа» разом з Шерон Горган, який почали транслювати у Великій Британії 19 січня 2015 року на Channel 4. Головний герой переїжджає до Великої Британії, коли дізнається, що після коротких романтичних стосунків у Лондоні його партнерка завагітніла. Ситком дебютував у США на Amazon у червні 2015 року і протримався чотири сезони. Channel 4 випустив останній епізод 12 лютого 2019 року, тоді як Amazon оголосив датою виходу у США 15 березня того ж року. Серіал приніс йому номінацію «Еммі» за «Найкращий сценарій комедійного серіалу».
Після переїзду 2014 року до Великої Британії знімався в кількох британських шоу, зокрема «Have I Got News for You», «Would I Lie to You?», «8 Out of 10 Cats Does Countdown», «The Big Fat Quiz of the Year» і «Room 101». 2016 року представляв Севілью у "Travel Man, а в березні 2021 року був запрошеним ведучим у «Ant &amp; Dec's Saturday Night Takeaway».

#### Фільми
У «Дедпулі 2» (2018) зіграв Пітера Віздома, середньостатистичного чоловіка середнього віку без надзвичайних здібностей, який приєднався до X-Force. У рамках просування фільму на ім'я Пітера створили обліковий запис у твіттер.
Протягом 2019 року з'являвся камео в низці голлівудських блокбастерів. Знову працював разом з режисером Девідом Літчем й актором Двейном Джонсоном у фільмі«Форсаж: Гоббс та Шоу», в якому з'явився як агент Леб. Він з'явився в ролі театрального режисера в комедійній драмі Пола Фіґа «Щасливого Різдва». Обидва фільми посіли перше місце в британському прокаті. З'явився разом з Енн Гетевей у кінокомедії «Шахрайки» в ролі Тодда та в драмі «Сенсація» з Шарліз Терон. Втілив Елвіса Преслі в музичному байопіку Декстера Флетчера про Елтона Джона «Рокетмен». Повідомлялося, що Ділейні отримав роль у «Покемон. Детектив Пікачу». Однак у фінальній версії фільму він не з'явився. У вересні 2019 року отримав роль у фільмі «Добрий дім» разом з Сігурні Вівер і Кевіном Клайном.

## Особисте життя
Мешкає у Лондоні зі своєю дружиною Лією; у них було четверо синів. У лютому 2018 року Ділейні повідомив, що їхній півторарічний син нещодавно помер, дитина з 2016 року проходила інтенсивне лікування пухлини мозку. У серпні 2018 року у пари народився четвертий син. 2020 року писав про те, що зробив вазектомію.
Ділейні публічно ділився своїм досвідом з проблемами зі здоров'ям, зокрема депресію та алкоголізм. 2002 року він втратив свідомість за кермом і в'їхав у будівлю, що належала Департаменту водопостачання та енергетики Лос-Анджелеса. Він зламав ліве зап'ястя та праву руку, обидва коліна були розбиті до кісток. Це спонукало його кинути пити.
Брав участь у телепрограмі CBeebies «Bed Time Stories» і шоу Сари Кокс «Між обкладинками».

## Політичні погляди
У червні 2017 року підтримав Лейбористську партію на парламентських виборах у Великій Британії, попри відсутність можливості голосувати як негромадянин Великої Британії (але довготривалий резидент). У листопаді 2018 року підтримав петицію, організовану лейбористською агітаційною групою Momentum, яка закликала лейбористських парламентарів проголосувати проти угоди про вихід з ЄС, укладеної урядом Терези Мей.
У листопаді 2019 року приєднався до громадських діячів, підписавши лист на підтримку лідера Лейбористської партії Джеремі Корбіна, описуючи його як «маяк надії в боротьбі проти ультраправого націоналізму, ксенофобії та расизму, що з'являються в більшій частині демократичного світу», а також підтримав його на чергових парламентських виборах у Великій Британії. У грудні 2019 року разом з 42 іншими громадськими діячами підписав лист, у якому підтримав Лейбористську партію на чолі з Корбіном на парламентських виборах 2019 року. У листі зазначалося, що «програма лейбористів на чолі з Джеремі Корбіном пропонує трансформаційний план, який надає перевагу потребам людей і планети над приватним прибутком й інтересами меншості».
У червні 2024 року напередодні парламентських виборів у Великій Британії знову висловив підтримку Джеремі Корбіну щодо його кампанії з переобрання депутатом від Іслінгтон-Норт як незалежного кандидата після його виходу з Лейбористської партії.
2016 року став членом Демократичних соціалістів Америки.

## Фільмографія
| Рік       |    | Українська назва                         | Оригінальна назва                             | Роль                          |
| --------- | -- | ---------------------------------------- | --------------------------------------------- | ----------------------------- |
| 2007      | ф  | Дикі дівчата пішли                       | Wild Girls Gone                               | чоловік                       |
| 2009      | с  | Кома, Крапка.                            | Coma, Period.                                 | Ден Гамфорд                   |
| 2009      | с  | Космічні астронавти                      | Outer Space Astronauts                        | командир Кейк                 |
| 2012      | с  | Кі та Піл                                | Key & Peele                                   | різні ролі                    |
| 2012      | с  | Перші побачення з Тобі Гаррісом          | First Dates with Toby Harris                  | Бред                          |
| 2013      | с  | Звабливі та вільні                       | Cougar Town                                   | гід                           |
| 2013      | с  | Палке кохання                            | Burning Love                                  | Кірк                          |
| 2014      | с  | Шоу Майкла Джей Фокса                    | The Michael J. Fox Show                       | Кліт Меттьюз                  |
| 2014      | ф  | Якщо твоя дівчина — зомбі                | Life After Beth                               | ведучий новин                 |
| 2015—2019 | с  | Катастрофа                               | Catastrophe                                   | Роб Норріс                    |
| 2018      | с  | Ініціативна група                        | Action Team                                   | Віктор                        |
| 2018      | с  | Траст (телесеріал)                       | Trust                                         | Ленсінг                       |
| 2018      | мс | Небезпечне мишиня                        | Danger Mouse                                  | Нічний лицар (озвучення)      |
| 2018      | мс | Бліц і Боб                               | Bitz & Bob                                    | Бевел (озвучення)             |
| 2018      | ф  | Дедпул 2                                 | Deadpool 2                                    | Пітер Віздом                  |
| 2019      | ф  | Шахрайки (фільм)                         | The Hustle                                    | Тодд                          |
| 2019      | ф  | Рокетмен                                 | Rocketman                                     | Елвіс Преслі (видалені сцени) |
| 2019      | ф  | Форсаж: Гоббс та Шоу                     | Hobbs & Shaw                                  | агент Леб                     |
| 2019      | ф  | Щасливого Різдва (фільм, 2019)           | Last Christmas                                | театральний режисер           |
| 2019      | ф  | Сенсація (фільм, 2019)                   | Bombshell                                     | Гіл Норман                    |
| 2021      | ф  | Том і Джеррі (фільм, 2021)               | Tom & Jerry                                   | Генрі Дуброс                  |
| 2021      | ф  | Гнів людський                            | Wrath of Man                                  | Блейк Голлс                   |
| 2021      | ф  | Хороший будинок                          | The Good House                                | Пітер Ньюболд                 |
| 2021      | ф  | Щось не так з Роном                      | Ron's Gone Wrong                              | Ендрю Морріс                  |
| 2021      | ф  | Сам удома                                | Home Sweet Home Alone                         | Джефф Маккензі                |
| 2021      | мс | Велична північ                           | The Great North                               | Браян Тобін (озвучення)       |
| 2021      | с  |                                          | No Activity                                   | Магнолія                      |
| 2021      | мс |                                          | Birdgirl                                      | Браян ОʼБраян (озвучення)     |
| 2021      | мс | Ферфакс                                  | Fairfax                                       | Грант (озвучення)             |
| 2022      | ф  | У бульбашці                              | The Bubble                                    | Марті                         |
| 2022      | ф  | Школа добра і зла                        | The School for Good and Evil                  | Стефан                        |
| 2022      | с  | Великий Нейт                             | Big Nate                                      | різні ролі (озвучення)        |
| 2022      | с  | Людина, яка впала на Землю               | The Man Who Fell to Earth                     | Гетч Флад                     |
| 2023      | ф  | Північний затишок                        | Northern Comfort                              | Ральф                         |
| 2023      | ф  | Місія неможлива: Розплата. Частина перша | Mission: Impossible — Dead Reckoning Part One | JSOC                          |
| 2023      | ф  | Кохання з першого погляду                | Love at First Sight                           | Ендрю Салліван                |
| 2023      | с  | Сила                                     | The Power                                     | Том                           |
| 2023      | с  | Чорне дзеркало                           | Black Mirror                                  | Мак                           |
| 2023—2024 | мс | Невразливий                              | Invincible                                    | різні ролі (озвучення)        |
| 2024      | ф  | Арґайл                                   | Argylle                                       | Павелл                        |
| 2024      | ф  | Дедпул і Росомаха                        | Deadpool & Wolverine                          | Пітер Віздом                  |
| 2024      | с  |                                          | Bad Monkey                                    | Крістофер                     |
|           | с  |                                          | Dying for Sex                                 | сусід                         |